# Chemistry (Band)
Chemistry (Eigenschreibweise: CHEMISTRY) ist ein japanisches Duo, bestehend aus den Sängern Yoshikuni Dōchin (jap. 堂珍 嘉邦) und Kaname Kawabata (jap. 川畑要). Sie waren die Gewinner der Asayan-Show im Jahre 2000, welches von Sony Music Entertainment Japan veranstaltet wurde.

## Karriere
Die erste Single Pieces of a Dream, im CD-Format, veröffentlichte die Band am 7. März 2001. Anschließend schoss die Single auf Platz 1, der jährlichen Oricon-Charts, in Japan und verkaufte sich mehr als zwei Millionen Mal. Im Verlauf ihrer Karriere veröffentlichten Chemistry weitere Singles, die Platz 1, der wöchentlichen Oricon-Charts, erreichen konnten. Die ersten fünf Alben haben auch in Folge die Höchstposition erreichen können.
In Südkorea sind Chemistry, vom Kollaborations-Projekt zum Lied Let’s Get Together Now, welches mit vielen japanischen und südkoreanischen Artisten gesungen wurde, bekannt. Außerdem nahmen sie auch ein Lied, welches Dance with Me heißt, mit der südkoreanischen Sängerin Lena Park auf.
Für das Studioalbum 8701, von Usher, hatte das Duo eine Remix-Version zu U Remind Me, welche KC’s Smooth Remix hieß, aufgenommen.
Auch für die vielen verschiedenen Werbeverträge sind Chemistry, in Japan, bekannt.

## Mitglieder

### Yoshikuni
- Geburtsname: Yoshikuni Dōchin (jap. 堂珍 嘉邦, Dōchin Yoshikuni)
- Künstlername: Yoshikuni
- Geburtsdaten: 17. November 1978

### Kaname
- Geburtsname: Kaname Kawabata (jap. 川畑要, Kawabata Kaname)
- Künstlername: Kaname
- Geburtsdaten: 28. Januar 1979
- Sonstiges: Am 6. März 2008 heiratete er das japanische Model Miki Takahashi.[4]

## Diskografie

### Studioalben
| Jahr | Titel           | Höchstplatzierung, Gesamtwochen, AuszeichnungChartsChartplatzierungen (Jahr, Titel, Platzierungen, Wochen, Auszeichnungen, Anmerkungen) | Anmerkungen                              |
| Jahr | Titel           | JP | Anmerkungen                              |
| ---- | --------------- | --- | ---------------------------------------- |
| 2001 | The Way We Are  | JP1 ×2Doppeldiamant · (63 Wo.)JP | Erstveröffentlichung: 7. November 2001   |
| 2003 | Second to None  | JP1 ×2Doppeldiamant · (50 Wo.)JP | Erstveröffentlichung: 8. Januar 2003     |
| 2004 | One x One       | JP1 ×3Dreifachplatin · (34 Wo.)JP | Erstveröffentlichung: 18. Februar 2004   |
| 2005 | Fo(u)r          | JP2 Platin · (15 Wo.)JP | Erstveröffentlichung: 16. November 2005  |
| 2008 | Face to Face    | JP3 Gold · (10 Wo.)JP | Erstveröffentlichung: 30. Januar 2008    |
| 2010 | Regeneration    | JP7 (8 Wo.)JP | Erstveröffentlichung: 24. Februar 2010   |
| 2012 | Trinity         | JP8 (6 Wo.)JP | Erstveröffentlichung: 25. Januar 2012    |
| 2019 | First Chemistry | JP35 (3 Wo.)JP | Erstveröffentlichung: 13. Februar 2019   |
| 2019 | Chemistry       | JP12 (6 Wo.)JP | Erstveröffentlichung: 25. September 2019 |
| 2024 | Blue Chemistry  | JP23 (3 Wo.)JP | Erstveröffentlichung: 6. März 2024       |

### Kompilationen
| Jahr | Titel                      | Höchstplatzierung, Gesamtwochen, AuszeichnungChartsChartplatzierungen (Jahr, Titel, Platzierungen, Wochen, Auszeichnungen, Anmerkungen) | Anmerkungen                             |
| Jahr | Titel                      | JP | Anmerkungen                             |
| ---- | -------------------------- | --- | --------------------------------------- |
| 2006 | All the Best               | JP1 ×2Doppelplatin · (26 Wo.)JP | Erstveröffentlichung: 22. November 2006 |
| 2011 | Chemistry 2001-2011        | JP6 (15 Wo.)JP | Erstveröffentlichung: 2. März 2011      |
| 2022 | The Best & More 2001～2022 | JP13 (3 Wo.)JP | Erstveröffentlichung: 16. Februar 2022  |

### Konzeptalben
| Jahr | Titel                     | Höchstplatzierung, Gesamtwochen, AuszeichnungChartsChartplatzierungen (Jahr, Titel, Platzierungen, Wochen, Auszeichnungen, Anmerkungen) | Anmerkungen                             |
| Jahr | Titel                     | JP | Anmerkungen                             |
| ---- | ------------------------- | --- | --------------------------------------- |
| 2003 | Between the Lines         | JP1 ×3Dreifachplatin · (33 Wo.)JP | Erstveröffentlichung: 18. Juni 2003     |
| 2005 | Hot Chemistry             | JP1 Gold · (8 Wo.)JP | Erstveröffentlichung: 26. Januar 2005   |
| 2008 | Winter of Love            | JP7 (7 Wo.)JP | Erstveröffentlichung: 19. November 2008 |
| 2009 | The Chemistry Joint Album | JP10 (4 Wo.)JP | Erstveröffentlichung: 11. März 2009     |

### Remixalben
| Jahr | Titel      | Höchstplatzierung, Gesamtwochen, AuszeichnungChartsChartplatzierungen (Jahr, Titel, Platzierungen, Wochen, Auszeichnungen, Anmerkungen) | Anmerkungen                          |
| Jahr | Titel      | JP | Anmerkungen                          |
| ---- | ---------- | --- | ------------------------------------ |
| 2006 | Re:fo(u)rm | JP25 (4 Wo.)JP | Erstveröffentlichung: 9. August 2006 |

### Livealben
| Jahr | Titel                                    | Höchstplatzierung, Gesamtwochen, AuszeichnungChartsChartplatzierungen (Jahr, Titel, Platzierungen, Wochen, Auszeichnungen, Anmerkungen) | Anmerkungen                             |
| Jahr | Titel                                    | JP | Anmerkungen                             |
| ---- | ---------------------------------------- | --- | --------------------------------------- |
| 2012 | Chemistry Tour 2012 -Trinity-            | JP39 (2 Wo.)JP | Erstveröffentlichung: 21. November 2012 |
| 2022 | Chemistry Premium Symphonic Concert 2022 | JP19 (2 Wo.)JP | Erstveröffentlichung: 2. November 2022  |

### Singles
| Jahr | Titel Album                                                                                  | Höchstplatzierung, Gesamtwochen, AuszeichnungChartsChartplatzierungen (Jahr, Titel, Album, Platzierungen, Wochen, Auszeichnungen, Anmerkungen) | Anmerkungen                                                 |
| Jahr | Titel Album                                                                                  | JP | Anmerkungen                                                 |
| ---- | -------------------------------------------------------------------------------------------- | --- | ----------------------------------------------------------- |
| 2001 | Pieces of a Dream The Way We Are                                                             | JP1 Diamant + Platin (Digital) · (32 Wo.)JP | Erstveröffentlichung: 7. März 2001 · + JP: Gold (Streaming) |
| 2001 | Point of No Return The Way We Are                                                            | JP1 Platin · (22 Wo.)JP | Erstveröffentlichung: 6. Juni 2001                          |
| 2001 | You Go Your Way The Way We Are                                                               | JP1 Platin + Gold (Digital) · (15 Wo.)JP | Erstveröffentlichung: 11. Oktober 2001                      |
| 2002 | Kimi o Sagashiteta (New Jersey United) (君をさがしてた ～New Jersey United～) Second to None | JP2 Platin + Gold (Mobile Downloads) · (13 Wo.)JP                                                                                              | Erstveröffentlichung: 5. Mai 2002                           |
| 2002 | Floatin’ Second to None                                                                      | JP1 Gold · (6 Wo.)JP | Erstveröffentlichung: 17. Juli 2002                         |
| 2002 | It Takes Two Second to None                                                                  | JP1 Platin · (14 Wo.)JP | Erstveröffentlichung: 13. November 2002                     |
| 2002 | My Gift to You Second to None                                                                | JP4 Gold (Mobile Downloads) · (3 Wo.)JP | Erstveröffentlichung: 18. Dezember 2002                     |
| 2003 | Ashita e Kaeru (アシタヘカエル) One X One                                                    | JP1 Gold · (13 Wo.)JP | Erstveröffentlichung: 6. August 2003                        |
| 2003 | Your Name Never Gone One X One                                                               | JP2 Platin · (14 Wo.)JP | Erstveröffentlichung: 19. November 2003                     |
| 2004 | So in Vain One X One                                                                         | JP3 Gold · (6 Wo.)JP | Erstveröffentlichung: 4. Februar 2004                       |
| 2004 | Mirage in Blue One X One                                                                     | JP4 Gold · (7 Wo.)JP | Erstveröffentlichung: 7. Juli 2004                          |
| 2004 | Long Long Way Fo(u)r                                                                         | JP4 Gold · (6 Wo.)JP | Erstveröffentlichung: 27. Oktober 2004                      |
| 2004 | Shiroi no Toiki (白の吐息) Hot Chemistry                                                     | JP8 Gold · (7 Wo.)JP | Erstveröffentlichung: 1. Dezember 2004                      |
| 2005 | Kimi ga Iru (キミがいる) Fo(u)r                                                              | JP4 Gold · (9 Wo.)JP | Erstveröffentlichung: 23. Februar 2005                      |
| 2005 | Wings of Words Fo(u)r                                                                        | JP2 Gold + Gold (Mobile Downloads) · (12 Wo.)JP                                                                                                | Erstveröffentlichung: 27. Juli 2005                         |
| 2005 | Almost in Love Fo(u)r                                                                        | JP6 Gold + Gold (Digital) · (10 Wo.)JP | Erstveröffentlichung: 2. November 2005                      |
| 2006 | Yakusoku no Basho (約束の場所) Face to Face                                                  | JP4 (11 Wo.)JP | Erstveröffentlichung: 4. Oktober 2006                       |
| 2006 | Tōkage (遠影) Face to Face                                                                   | JP9 Gold (Mobile Downloads) · (5 Wo.)JP | Erstveröffentlichung: 1. November 2006 feat. John Legend    |
| 2006 | Top of the World All the Best                                                                | JP28 (5 Wo.)JP | Erstveröffentlichung: 6. Dezember 2006                      |
| 2007 | Sora no Kiseki (空の奇跡) Face to Face                                                       | JP9 (4 Wo.)JP | Erstveröffentlichung: 25. April 2007                        |
| 2007 | This Night Face to Face                                                                      | JP13 (5 Wo.)JP | Erstveröffentlichung: 1. August 2007                        |
| 2007 | Saigo no Kawa Face to Face                                                                   | JP4 (11 Wo.)JP | Erstveröffentlichung: 24. Oktober 2007                      |
| 2007 | Kagayaku Yoru (輝く夜) Face to Face                                                          | JP18 (3 Wo.)JP | Erstveröffentlichung: 2007 supported by Monkey Majik        |
| 2008 | Life goes on Regeneration                                                                    | JP12 (5 Wo.)JP | Erstveröffentlichung: 20. August 2008                       |
| 2008 | Koisuru Yuki Aisuru Sora (恋する雪 愛する空) Winter of Love                                  | JP16 (4 Wo.)JP | Erstveröffentlichung: 5. November 2008                      |
| 2009 | A Place for Us The Chemistry Joint Album                                                     | JP21 (2 Wo.)JP | Erstveröffentlichung: 2009 mit Toko Furuuchi                |
| 2009 | Ano Hi / Once Again (あの日) Regeneration                                                    | JP19 (4 Wo.)JP | Erstveröffentlichung: 4. November 2009 feat. Dohzi-T        |
| 2010 | Period Regeneration                                                                          | JP12 Gold (Mobile Downloads) · (8 Wo.)JP | Erstveröffentlichung: 27. Januar 2010 mit Toko Furuuchi     |
| 2010 | Shawty Chemistry 2001–2011                                                                   | JP18 (3 Wo.)JP | Erstveröffentlichung: 18. August 2010 mit Synergy           |
| 2010 | Keep Your Love Chemistry 2001–2011                                                           | JP11 (3 Wo.)JP | Erstveröffentlichung: 3. November 2010 mit Synergy          |
| 2011 | A Better Tomorrow Chemistry 2001–2011                                                        | JP16 (4 Wo.)JP | Erstveröffentlichung: 16. Februar 2011                      |
| 2011 | Merry-go-round Chemistry 2001–2011                                                           | JP19 Gold (Digital) · (8 Wo.)JP | Erstveröffentlichung: 2. März 2011                          |
| 2011 | Independence Trinity                                                                         | JP17 (2 Wo.)JP | Erstveröffentlichung: 19. August 2011                       |
| 2011 | Eternal Smile Trinity                                                                        | JP19 (3 Wo.)JP | Erstveröffentlichung: 30. November 2011                     |
| 2017 | Windy –                                                                                      | JP7 (7 Wo.)JP | Erstveröffentlichung: 14. November 2017                     |
| 2018 | Heaven Only Knows / 13 months –                                                              | JP11 (4 Wo.)JP | Erstveröffentlichung: 20. Juni 2018                         |
| 2019 | If / Night Bus –                                                                             | JP10 (3 Wo.)JP | Erstveröffentlichung: 13. Februar 2019                      |
| 2019 | Angel / Still Walking –                                                                      | JP20 (3 Wo.)JP | Erstveröffentlichung: 21. August 2019                       |

Weitere Lieder
- 2005: Two as One (JP: Gold, JP: Gold (Mobile Downloads))
- 2007: The Last River (JP: Gold (Mobile Downloads))

### Videoalben
| Jahr | Titel                                                          | Höchstplatzierung, Gesamtwochen, AuszeichnungChartsChartplatzierungen (Jahr, Titel, Platzierungen, Wochen, Auszeichnungen, Anmerkungen) | Anmerkungen                              |
| Jahr | Titel                                                          | JP | Anmerkungen                              |
| ---- | -------------------------------------------------------------- | --- | ---------------------------------------- |
| 2002 | R.A.W. ~Respect and Wisdom- Chemistry Acoustic Live            | JP3 (4 Wo.)JP | Erstveröffentlichung: 10. April 2002     |
| 2003 | Chemistry the Videos: 2001–2002 ~What You See is What You Get~ | JP2 (8 Wo.)JP | Erstveröffentlichung: 14. Februar 2003   |
| 2003 | Two as We Stand ~Live and Documentary 2002-2003~               | JP4 (10 Wo.)JP | Erstveröffentlichung: 10. September 2003 |
| 2005 | Chemistry in Suntory Hall ~Hibiki~                             | JP11 (4 Wo.)JP | Erstveröffentlichung: 26. Januar 2005    |
| 2006 | Chemistry the Videos: 2003–2006 ~We Sing, Therefore We Are~    | JP16 (4 Wo.)JP | Erstveröffentlichung: 9. August 2006     |
| 2008 | Chemistry 2008 Tour “Face to Face” Budokan Final               | JP12 (3 Wo.)JP | Erstveröffentlichung: 19. November 2008  |
| 2009 | Chemistry The Videos: 2006–2008                                | JP32 (3 Wo.)JP | Erstveröffentlichung: 11. März 2009      |
| 2010 | Chemistry Tour Regeneration in Tokyo International Forum       | JP7 (2 Wo.)JP | Erstveröffentlichung: 3. November 2010   |
| 2022 | Chemistry The Videos: 2009–2019                                | JP14 (2 Wo.)JP | Erstveröffentlichung: 10. Februar 2022   |